# Saskatchewan Census Division No. 12
Die Census Division No. 12 in der kanadischen Provinz Saskatchewan hat eine Fläche von 13.788,22 km², es leben dort 23.208 Einwohner. 2011 betrug die Einwohnerzahl 23.228. Größter Ort in der Division ist die Kleinstadt Battleford.

## Gemeinden
Towns
- Asquith
- Battleford
- Biggar
- Delisle
- Rosetown
- Zealandia

Villages
- Conquest
- Dinsmore
- Harris
- Kinley
- Macrorie
- Milden
- Perdue
- Tessier
- Vanscoy
- Wiseton

Resort Village
- Thode

Hamlets
- Cando
- Donavon
- Feudal
- Gledhow
- Grandora
- Laura
- Marriot
- McGee
- Palo
- Sonningdale
- Stranraer
- Swanson

## Gemeindefreie Gebiete
- Anerley
- Ardath
- Arelee
- Argo
- Baljennie
- Bents
- Beatlock
- Bounty
- Bratton
- Brisbin
- D'Arcy
- Highgate
- Leney
- Malmgren
- Oban
- Surbiton
- Struan
- Valley Centre

## Rural Municipalities
- RM Fertile Valley No. 285
- RM Milden No. 286
- RM St. Andrews No. 287
- RM Pleasant Valley No. 288
- RM Montrose No. 315
- RM Harris No. 316
- RM Marriott No. 317
- RM Mountain View No. 318
- RM Vanscoy No. 345
- RM Perdue No. 346
- RM Biggar No. 347
- RM Eagle Creek No. 376
- RM Glenside No. 377
- RM Rosemount No. 378
- RM Prairie No. 408
- RM Battle River No. 438

## Indianerreservate
- Grizzly Bear's Head 110
- Lean Man 111
- Mosquito 109
- Red Pheasant 108
- Sweet Grass 113
- Sweet Grass 113-M16